# Міні CD

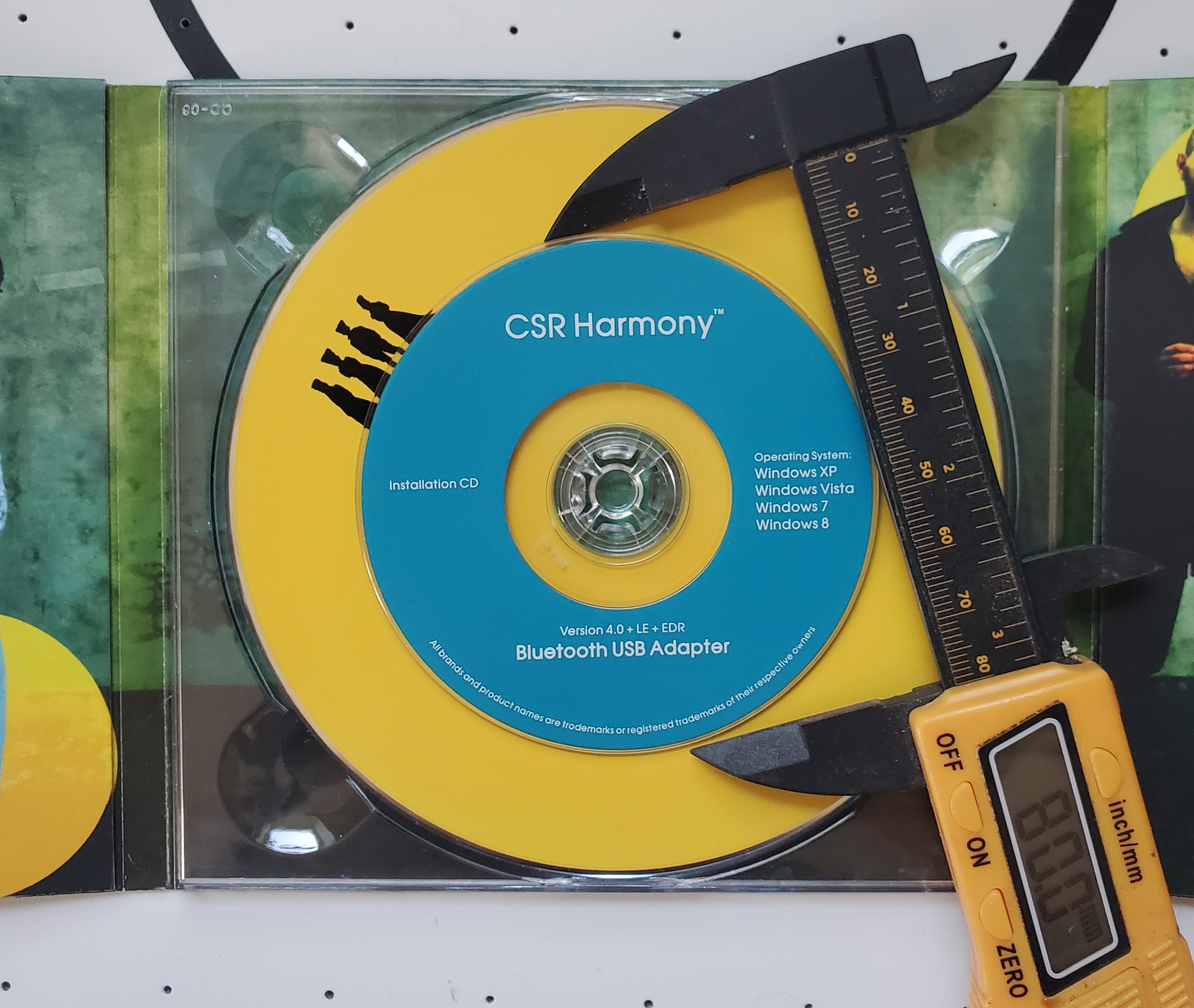
Порівняння CD та Mini CD

Міні-компакт-диски або кишенькові компакт-диски — це компакт-диски з меншим діаметром і на третину меншим за стандартний 120 мм диск. 

## Формати
Є декілька різних форматів Mini CD:
- Mini CD сингл, невеликий диск. Цей формат в основному використовується для аудіо-записив на компакт-дисках в певних регіонах (у більшості країн аудіо-записи продаються на звичайних 120 мм CD дисках), дуже схожий на старий вініловий сингл. 80 диск вміщує до 24 хвилин музики, або 210 МБ (210×220 байт) даних. У деяких країнах їх часто називають Maxi CD .
  - Версія з низькою щільністю вміщує 18 хвилин або 155 MB.
  - Інші формати — 185 MБ (21 хвилин), який має таку саму щільність даних, як і 650 МБ повнорозмірний компакт-диск, та формат з 210 МБ (24 хвилини), з тією ж щільністю даних, що й 700МБ повнорозмірний компакт-диск (див. також miniDVD )
- Business card CD (або «b-card»), урізаний (до форми та розміру візитки ) диск ємністю від 30 Мб до 100 MB.
  - Довга вісь дорівнює 80 мм, тоді як коротка вісь (від плоскої сторони до плоскої сторони) зазвичай становить від 58 до 68 мм
  - Диск може бути прямокутним із доданими крилами, щоб компенсувати заокруглення 80 мм диск.
- 60 мм диск, кругла версія візитної картки, порівнянної місткості (50 MB)

У 1997 році Дін Проктер із Imaginet пропонував квадратні компакт-диски розміром із візитною карткою з повноекранним високоякісним стереовідео, яке відтворювалося на чотиришвидкісних дисководах або DVD-приводах із центральним отвором. Для цього було розроблено різноманітні форми лазерного різання. 
Коли міні-компакт-диски вперше були представлені в Сполучених Штатах, вони спочатку продавалися як CD3, з посиланням на їхній приблизний розмір у дюймах; компакт-диски більшого розміру називалися CD5, незважаючи на те, що специфікації обох компакт-дисків визначено виключно в метричних одиницях. Зараз вони відомі як Mini CD або 80 мм компакт-диски.

## Сумісність
Більшість CD-пристроїв із завантаженням у лоток мають 2 «круглі відступи»; один розмір для звичайного 120 мм компакт-диска та менший, глибший круглий відступ для компакт-дисків Mini, за винятком деяких програвачів Blu-ray.
Пристрої зі шпинделем також підтримують Mini CD, оскільки диск можна просто помістити на шпиндель, як і звичайний компакт-диск.
Для деяких вертикально вирівняних пристроїв із завантаженням лотків, таких як старіші попередньо тонкі консолі PlayStation 2, коли вони розміщені вертикально, потрібен адаптер для використання з 80 мм компакт-дисків.
Більшість дисководів компакт-дисків зі слотовим завантаженням зазвичай несумісні (за винятком PlayStation 3, Nintendo Wii та автомобільних програвачів компакт-дисків у багатьох автомобілях Honda), але доступні адаптери, до яких можна вставити 80 мм, круглий Mini CD, щоб збільшити ширину, щоб відповідати ширині 120 мм компакт-диска, і, отже, працюють у багатьох пристроях із щілинним завантаженням.
Більшість програвачів компакт-дисків наприкінці 1980-х і на початку 1990-х років не мали круглої ніши в   для Mini CD і вимагали використання адаптера або дуже обережного розміщення компакт-диска точно посередині лотка. Лише після того, як великі лейбли звукозапису припинили їх випуск, програвачі компакт-дисків почали випускати 80 мм круговий відступ як стандарт.
З середини 1990-х років усі програвачі із завантаженням у лоток мають круглий відступ для Mini CD.